# Araneus arfakianus
Araneus arfakianus este o specie de păianjeni din genul Araneus, familia Araneidae. A fost descrisă pentru prima dată de Thorell, 1881. Conform Catalogue of Life specia Araneus arfakianus nu are subspecii cunoscute.